# 城陽市立西城陽中学校
城陽市立西城陽中学校（じょうようしりつ にしじょうようちゅうがっこう）は、京都府城陽市寺田にある公立中学校。学校給食センター方式の給食を導入している。略称は「西城中」、「西中」。

## 概要
1970年代の人口増加に伴い、市内2番目の中学校として城陽市立城陽中学校より分離し、開校した。1981年には城陽市立北城陽中学校を分離している。城陽市立寺田西小学校城陽市立今池小学校校区から電車通学する生徒が見られる。

## 沿革
- 1974年4月 - 城陽市立城陽中学校より分離独立し開校
- 1974年9月 - 体育館竣工
- 1975年3月 - 校歌制定
- 1977年3月 - 第1回緑化計画完了
- 1978年4月 - 図書室、第二音楽室（プレハブ）完成
- 1980年8月 - 特別教室の増築事業が竣工
- 1980年9月 - 技術室、家庭科室竣工
- 1981年4月 - 城陽市立北城陽中学校を分離
- 1987年3月 - 昇降口等の増改築工事が竣工
- 1987年9月 - 格技場竣工
- 1990年9月 - 中校舎の大規模改造工事が竣工
- 1991年9月 - 北校舎の大規模改造工事が竣工
- 1992年2月 - コンピューター教室設置
- 1993年10月 - グラウンドの改良工事が竣工
- 1995年8月 - 南校舎の大規模改造工事が竣工
- 1999年3月 - インターネットの環境を整備
- 2002年3月 - 防犯システムを設置
- 2003年10月 - 体育館の大規模改造及び耐震補強工事が竣工
- 2010年9月 - 学校支援地域本部を設置[1]

## 主な行事
西城陽中学校の主な行事（2011年度）である。
1学期
- 4月
  - 入学式・始業式
  - 新入生オリエンテーション
  - 新入生歓迎会
  - 家庭訪問
- 5月
  - 中間試験
- 6月
  - 修学旅行（沖縄県）
  - 教育相談
- 7月
  - 期末テスト
  - 終業式

2学期
- 9月
  - 始業式
  - 体育大会
- 10月
  - 合唱コンクール
  - 中間テスト
- 11月
  - 期末テスト
- 12月
  - マラソン大会
  - 終業式

3学期
- 1月
  - 始業式
  - 避難訓練
- 2月
- 3月
  - 期末テスト
  - 修了式・卒業式

## 部活動
体育系
- 野球部
- サッカー部
- バレーボール部
- 卓球部
- 陸上競技部
- バスケットボール部
- ソフトボール部
- ソフトテニス部（男・女）
- 水泳部

文化系
- 吹奏楽部
- 英語部（2010年廃部）
- 家庭科部
- 美術部
- VAC(Volunteer Activity Community)

## 主な指定研究
- 平成20・21年度 京都府「学校図書館の機能充実のための実践研究事業」実施校
- 平成20・21年度 京都府「NIE 教育実践推進校」指定
- 平成21年度 「教員の負担軽減に係わる学校事務の在り方研究事業」指定

## 通学区域
城陽市では公立学校選択制が実施されていないため、以下の小学校区が通学区域となる。
- 城陽市立寺田西小学校の校区（全域）
- 城陽市立今池小学校の校区（全域）

## 周辺施設
- 城陽市立寺田西小学校

## 交通
- 近鉄京都線 寺田駅下車 西へ約800m

## 著名な出身者
- 廣瀬浩二（プロサッカー選手、サガン鳥栖）

## 校区が隣接している学校
- 城陽市立南城陽中学校
- 城陽市立城陽中学校
- 城陽市立北城陽中学校
- 八幡市立男山東中学校
- 京田辺市立大住中学校
- 京田辺市立田辺中学校